# Sinești (Iași)
Pour les articles homonymes, voir Sinești.
Sinești est une commune du județ de Iași en Roumanie.